# Мупироцин
Мупироцин (Мупобел, Бактробан, Бондерм) — антибактериальное и бактерицидное средство широкого спектра действия для наружного применения.
Производится из Pseudomonas fluorescens.

## Фармакологическое действие
Действует бактерицидно в отношении инфекций, вызванных Staphylococcus aureus (в том числе штаммы, резистентные к метициллину), Neisseria gonorrhoeae, Haemophilus influenzae, Neisseria meningitidis, Branhamella catarrhalis, Pasteurella multocida, Proteus mirabilis, Proteus vulgaris, Enterobacter cloacae, Enterobacter aerogenes, Citrobacter freundii, Bordetella pertussis.
Мупироцин не активен в отношении Corynebacterium spp., Enterobacteriaceae spp., Micrococcus spp.
Подавляет изолейцин-трансфер-РНК-синтетазу, что приводит к нарушению синтеза белка в бактериях.

## Показания
- фолликулиты;
- импетиго;
- фурункулёзы;
- эктима;
- бактериальные инфекции;
- профилактика инфекций.

## Противопоказания
- гиперчувствительность к препарату.

## Побочные действия
Аллергические реакции в месте нанесения препарата.

## Лекарственное взаимодействие
Лекарственное взаимодействие мупироцина с другими препаратами малоизучено.

## С осторожностью
Мупироцин осторожно применяют при изменениях функции почек. Не допускать попадания препарата в глаза.